# Gemeenteraadsverkiezing
Een gemeenteraadsverkiezing is een verkiezing waarbij de gemeenteraad van een gemeente wordt gekozen. Omdat voor alle gemeenten op dezelfde dag verkiezingen worden gehouden (behalve in bijzondere gevallen, zoals bij een gemeentelijke herindeling), spreekt men veelal van gemeenteraadsverkiezingen (in het meervoud).

## België
Bij deze verkiezingen worden de Belgische gemeenteraden verkozen. Ze vinden zesjaarlijks in oktober plaats en vallen samen met de provincieraadsverkiezingen. In de stad Antwerpen worden bovendien ook districtraadsverkiezingen gehouden. Elke gemeenteraad of districtsraad wordt verkozen volgens het zetelverdelingssysteem Imperiali.
Na de gemeenteraadsverkiezingen vinden er coalitiebesprekingen plaats tussen de verschillende lokale politieke partijen om tot een meerderheid te komen. Hiervoor hebben ze tijd tot 1 januari van het daarop volgende jaar. Wanneer de partijen onderling tot een akkoord zijn gekomen, publiceren ze een bestuursakkoord en verdelen ze de mandaten van het schepencollege, de OCMW-raad (in het Brussels Hoofdstedelijk Gewest worden deze rechtstreeks verkozen), de eventuele mandaten in de RESOC en ten slotte de politieraad. In het geval één partij alleen de absolute meerderheid behaalde, mag ze vanzelfsprekend alleen besturen.

## Nederland
De Nederlandse gemeenteraadsleden worden om de vier jaar gekozen.
Artikel 129 van de Grondwet schrijft voor dat de leden rechtstreeks worden gekozen.
Rechtstreeks betekent zonder tussenschakels en tussenpersonen.
Dit betekent dat die leden een zetel behalen die de meeste stemmen krijgen.
In het huidige systeem (evenredige vertegenwoordiging) worden stemmen overgedragen.
Stemrecht hebben alle Nederlanders en andere EU-onderdanen die ook daadwerkelijk in Nederland wonen, mits zij 18 jaar of ouder zijn. Ook niet-EU-onderdanen die langer dan vijf jaar (legaal) in Nederland verblijven, mogen stemmen. Voor de Tweede Kamerverkiezingen daarentegen kent de Grondwet uitsluitend kiesrecht toe aan Nederlanders, ongeacht of zij wel of niet woonachtig in Nederland zijn.